# Памятник металлургам Нижнего Тагила
Памятник металлургам Нижнего Тагила установлен в Нижнем Тагиле у подножья Лисьей горы напротив Завода-музея истории горнозаводской техники в Ленинском районе города.

## История
Для памятника нижнетагильским металлургам место было выбрано не сразу: предлагались историческая часть города, место рядом с металлургическим комбинатом и даже на Привокзальной площади, где до сих пор сохранился постамент. Но в итоге был выбран участок у подножия Лисьей горы напротив производственных строений Демидовского завода. Основание памятника было приурочено к 70-летию Нижнетагильского металлургического комбината и состоялось 16 октября 2010 года. В торжественной церемонии открытия памятника участвовали глава Нижнего Тагила Валентина Исаева, вице-президент «Евраза» Дмитрий Сотников, управляющий директор ОАО «НТМК» Алексей Кушнарёв, а также работники Нижнетагильского металлургического комбината и представители городской общественности.

## Описание
Автором памятника выступил нижнетагильский скульптор член Союза художников России Владимир Павленко. Памятник представляет собой три монолита из серого гранита, установленных на бетонном постаменте. Постамент облицован бутовым камнем — именно из него был построен Демидовский завод. Три монолита олицетворяют связь между металлургами прошлого, настоящего и будущего. Наверху по периметру монумента изображены фигуры рабочих и пламя, выполненные из кованой меди. Монумент окружён оградой, к нему ведёт широкая лестница.

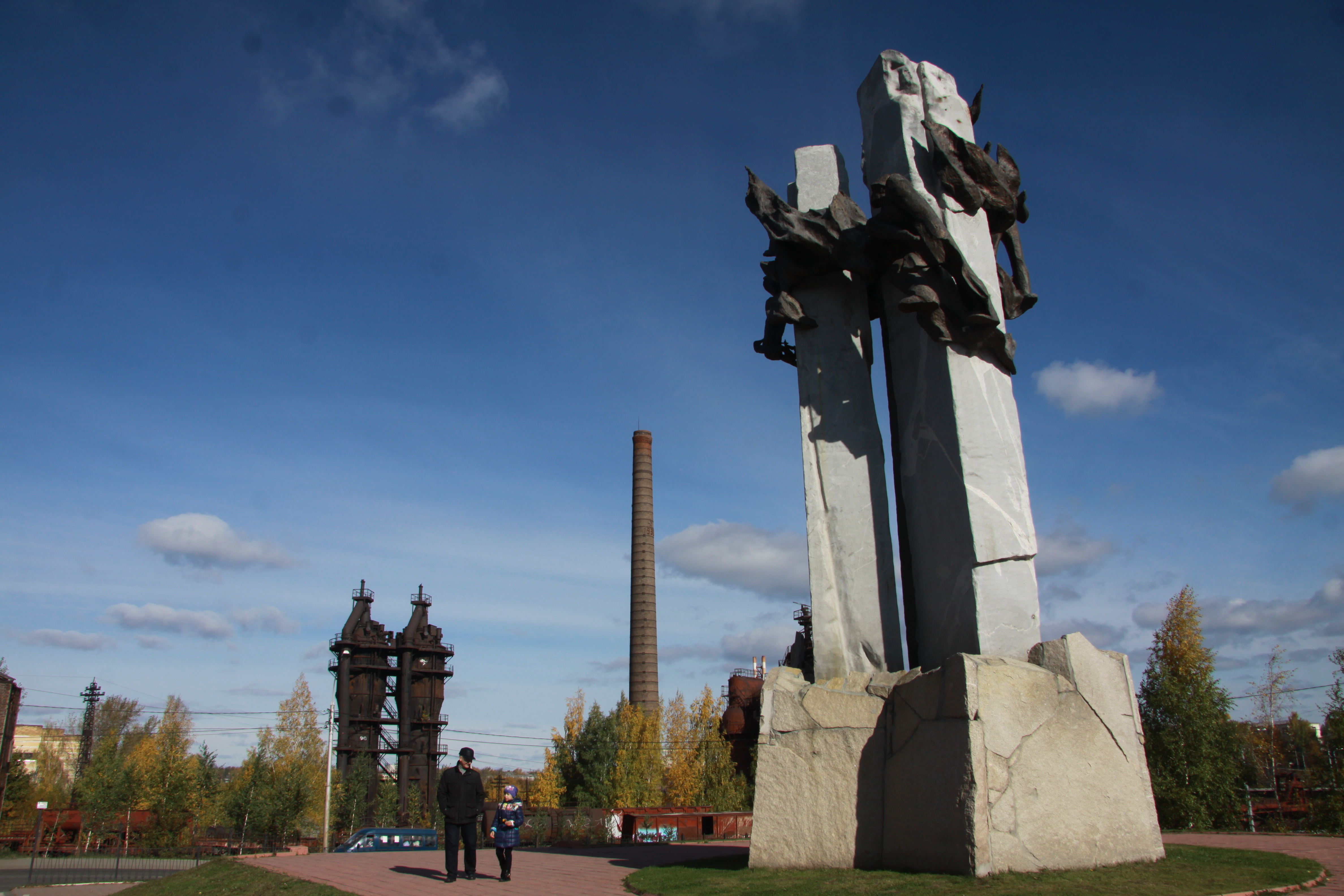
Вид на памятник
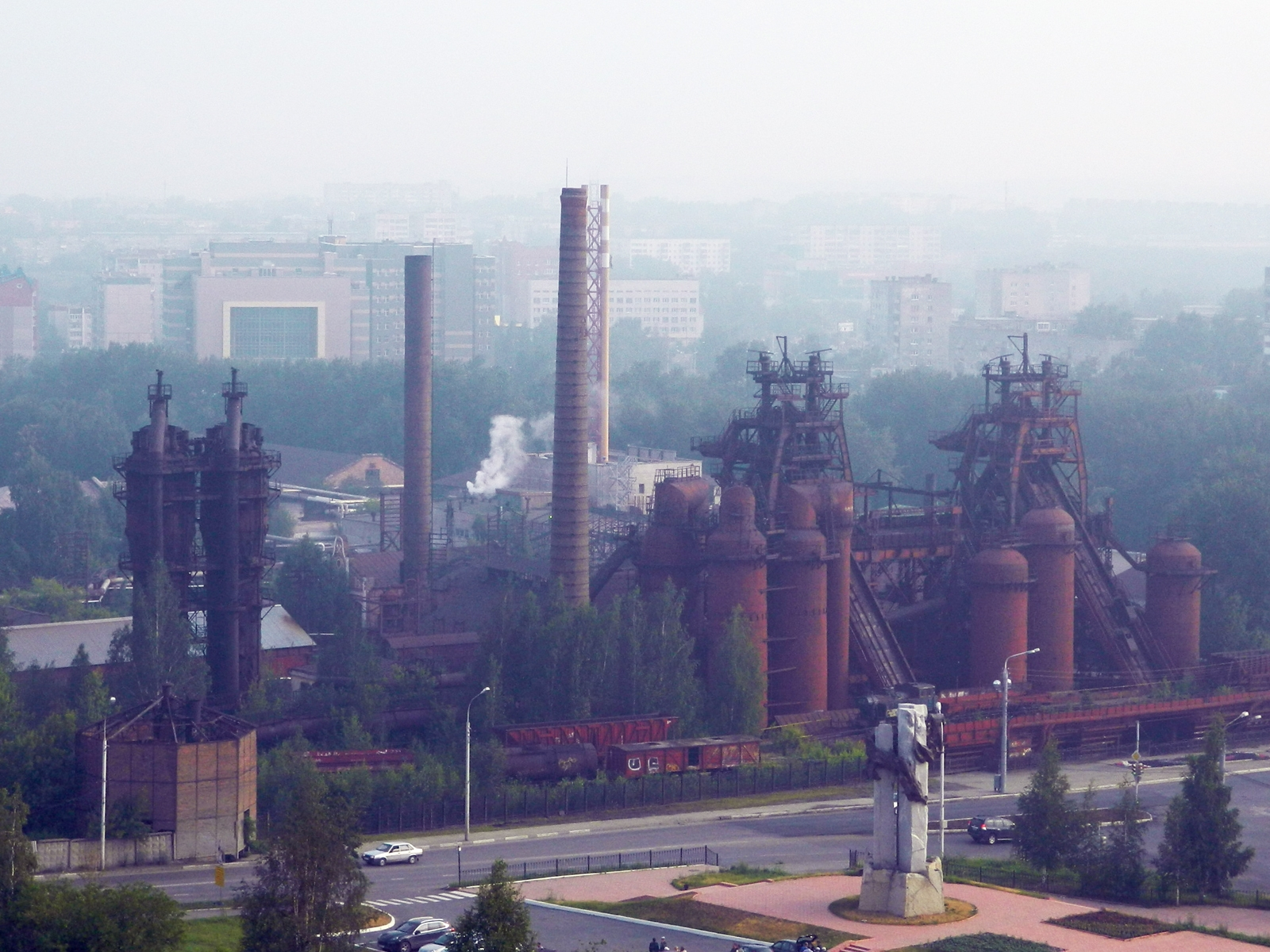
Вид с Лисьей горы на завод-музей и памятник
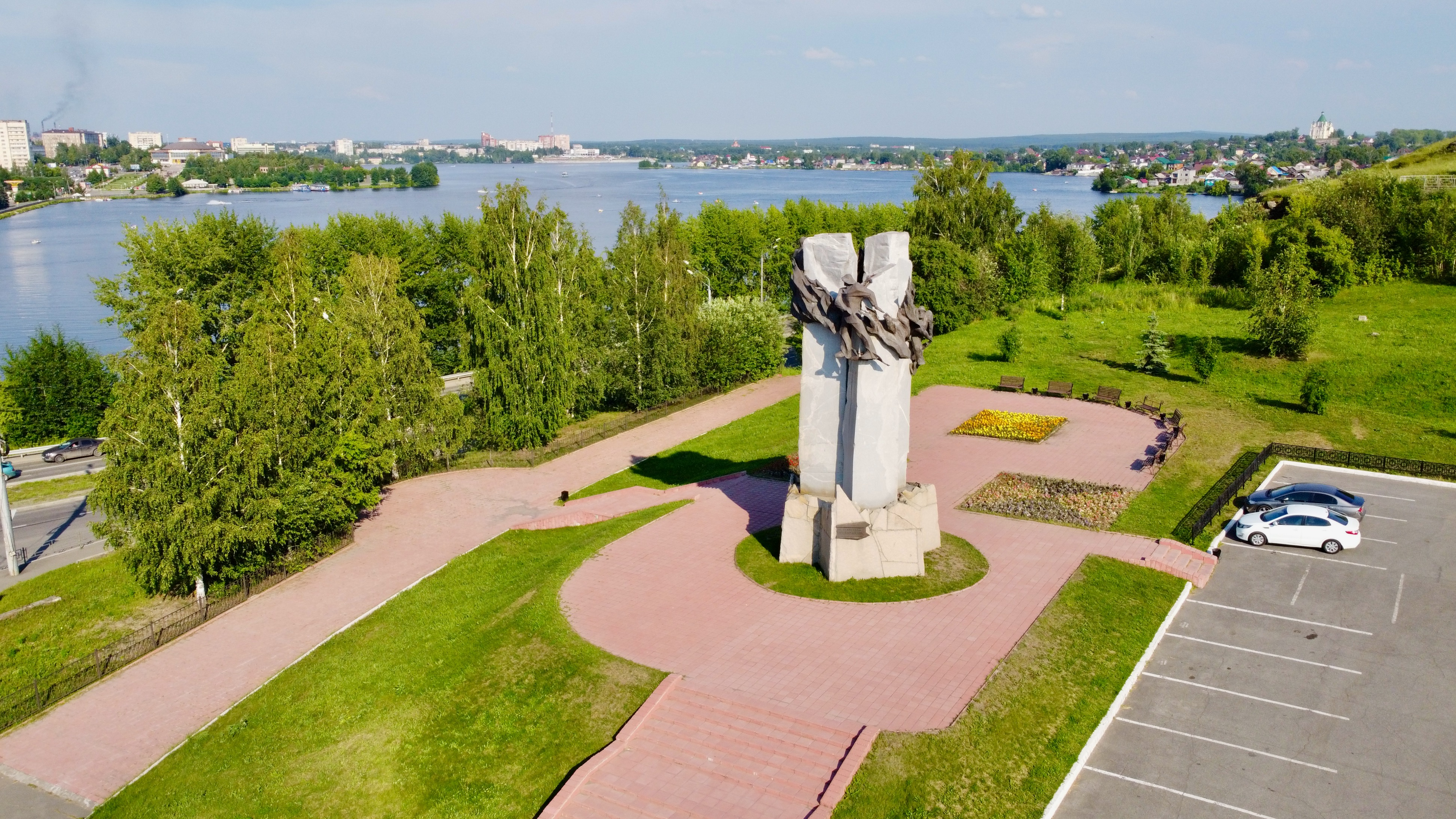
Вид с высоты
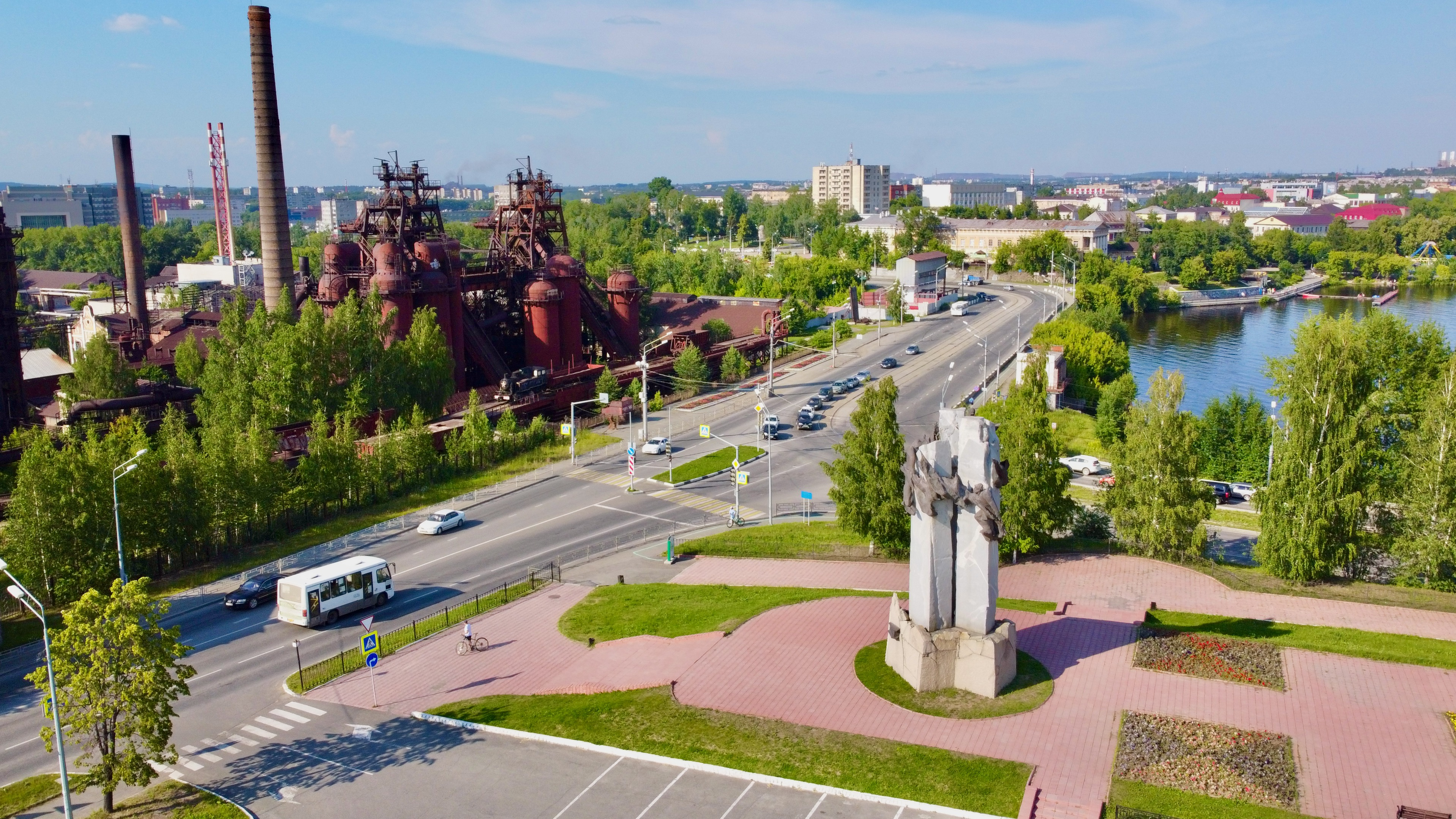
Вид с высоты